# Пета српска бригада НОВЈ
Пета српска бригада формирана је 14. јануара 1944. у селу Велика Плана у Топлици од партизанских одреда и самосталних батаљона по наредби Главног штаба НОВ и ПО Србије од претходног дана. До 7. маја 1944. носила је назив Трећа јужноморавска народноослободилачка бригада.
При формирању бројала је око 350 бораца распоређених у три батаљона. Сталним попуњавањем, почетком јуна бројно стање бригаде подигнуто је на око 700 бораца. У септембру 1944. бројно стање нарасло је на око 800, а на Сремском фронту на преко 2.400 бораца и старешина.
Бригада је у почетном периоду прво била под непосредним руководством Окружног комитета КПЈ за лесковачки округ и чланова ПК КПЈ за Србију. Од 25. јануара до 12. марта 1944. године, била је под командом Оперативног штаба јужноморавских бригада, а од 26. марта 1944. године под командом Оперативног штаба јужноморавске зоне, чији је командант био Риста Антуновић Баја. 20. маја 1944. бригада је ушла у формацијски састав 21. дивизије, у којој је остала до краја рата.
Почетком маја 1944. године бригада је ваздушним путем добила прве савезничке пошиљке оружја и опреме.
Бригада је непрекидно била на удару бројних бугарских и четничких акција, али је, заједно са осталим јужноморавским снагама, успевала да се избори за иницијативу, изводећи нападе на Немце у Ломници 13. априла и на бугарски гарнизон у Блацу 15-17. јуна 1944.
Током јула бригада се са осталим јединицама нашла на удару операције Трумпф, а затим у августу учествовала у противофанзиви нападом на Куршумлију.
У септембру је 21. дивизија стављена под команду Првог пролетерског корпуса. У њеном саставу Пета бригада учествовала је у борбама против Немаца и четника код Пожеге 13-14. септембра и на Руднику 20-29. септембра.
Током борбе за Београд 21. дивизија је 16. октобра извучена из уличних борби и послата у сусрет немачкој групи „Штетнер“. Бригада је са деловима ове групе водила тешке борбе на прилазима Београду и на Авали. У борбама вођеним на путу од Раче до ослобођења Београда, у времену од 10. до 24. октобра 1944. бригада је имала 14 погинулих и 66 рањених бораца (19 теже и 47 лакше).
У борбе на Сремском фронту биргада је укључена 31. октобра. Значајну улогу одиграла је приликом децембарске офанзиве НОВЈ и Црвене армије, у нападу на село Оток на прузи Винковци - Брчко. У тим борбама из борбеног строја бригаде избачено је 78 бораца и руководилаца, од којих 31 погинуло, 12 несталих и 35 рањених.
Током децембра 1944. Армијска група Е успела је да се предњим деловима пробије преко Саве, након чега су стабилизовани немачки положаји између Саве и Драве. Током немачких противнапада који су уследили, 21. српску дивизију претрпела је тешке губитке. Током успелог немачког напада на јужном крилу Сремског фронта, правцем Оток - Комлетинци - Нијемци, од 3. до 5. јануара 1945, Пета бригада имала је 108 избачених из строја, од којих 37 погинулих, 56 рањених и 15 несталих.
Следећи немачки напад уследио је 17. јануара са циљем поновног избијања на Ниберлуншку линију у области Шаренград - Новак Бапска - Беркасово. Током седмодневних тешких борби у којима су Немци заустављени и делимично одбачени, Пета бригада имала је 372 војника и старешине избачене из борбеног строја, од којих 133 погинулих.
Посебну улогу имала је Пета бригада приликом пробоја Сремског фронта. Наиме, она је уочи напада, током ноћи 11/12. априла пребачена бордовима и извршила десант у позадину фронта, чиме је знатно олакшала напредовање осталих јединица. Након пробоја, уследиле су тешке борбе за Ђаково 19/20. априла, у којима је бригада имала 115 погинулих.
Последње борбе у рату бригада је водила на дан 9. маја 1945. у околини Загреба.
У борбама пробоја Сремског фронта до Загреба (од 12. априла до 9. маја 1945. године) из борбеног строја бригаде избачена су 643 борца и старешине, од којих 132 погинула, 481 рањена, два нестала и 28 контузованих. Од 481 рањеника, њих око 60 било је теже рањено, и они су подлегли ранама у војним болницама, тако да је број погинулих и од рана умрлих бораца и старешина износи 192.
У њеном борбеном историјату утврђено је да су укупно 2.142 борца и старешине избачена из борбеног строја. Од тог броја погинулих и подлеглих ранама је 912, 1.056 теже и лакше рањених, 58 контузованих и 116 заробљених и несталих у борбама.